# Valentine Lawless
Valentine Brown Lawless (19 de agosto de 1773 – 28 de outubro de 1853), o segundo Barão de Cloncurry, foi um político e proprietário de terras irlandês.
Lawless nasceu em Merrion Square em Dublin. O seu pai, originalmente católico, emigrou para França e comprou uma propriedade em Rouen. Regressado à Irlanda, converteu-se à Igreja da Irlanda. Mercador de lã e banqueiro, foi-lhe criado um baronado em 1776 e elevado ao Pariato da Irlanda como Barão Cloncurry em 1789.
Permanecem dúvidas sobre a participação de Valentine Lawless na Rebelião Irlandesa de 1798, que pretendia estabelecer uma república independente na ilha. Citado como organizador do United Irish Movement em Londres, negou isso nos seus escritos, quando o movimento pela democracia tinha sido ultrapassado já há muito. Supõe-se que terá aderido aos United Irishmen em 1793.